# Axionikosz
Axionikosz (i. e. 4. század) görög komédiaköltő.

## Élete
Az attikai újkomédia stílusában alkotott. Négy művének címe (Τυρρηνός, Φιλευριπίδης, Φίλιννα, Χαλκιδικός), illetve munkáiból néhány apró töredék maradt fenn, amelyekben visszatérő motívumként szerepel az élősködő parazita alakja, illetve a lakomák világa.